# Dig Out Your Soul
Dig Out Your Soul je sedmé a poslední studiové album anglické rockové kapely Oasis. Bylo vydáno v říjnu 2008.

## Seznam skladeb
| Pořadí | Název                          | Autor          | Délka |
| ------ | ------------------------------ | -------------- | ----- |
| 1.     | Bag It Up                      | Noel Gallagher | 4:40  |
| 2.     | The Turning                    | N. Gallagher   | 5:04  |
| 3.     | Waiting for the Rapture        | N. Gallagher   | 3:02  |
| 4.     | The Shock of the Lightning     | N. Gallagher   | 4:59  |
| 5.     | I'm Outta Time                 | Liam Gallagher | 4:10  |
| 6.     | (Get Off Your) High Horse Lady | N. Gallagher   | 4:06  |
| 7.     | Falling Down                   | N. Gallagher   | 4:27  |
| 8.     | To Be Where There's Life       | Gem Archer     | 4:35  |
| 9.     | Ain't Got Nothin'              | L. Gallagher   | 2:14  |
| 10.    | The Nature of Reality          | Andy Bell      | 3:47  |
| 11.    | Soldier On                     | L. Gallagher   | 4:50  |

## Obsazení
Oasis
- Liam Gallagher – zpěv, tamburína
- Noel Gallagher – zpěv, elektrická kytara, klávesy, elektronika („toy“ sitár v „To Be Where There's Life“), bicí („Soldier On“), další perkuse („Bag It Up“ a „Waiting for the Rapture“)
- Gem Archer – elektrická kytara, klávesy, baskytara
- Andy Bell – baskytara, elektrická kytara, tampura, klávesy

Další hudebníci
- Zak Starkey – bicí, perkuse (s výjimkou „Soldier On“)
- Jay Darlington – mellotron a elektronika ve „Falling Down“, klávesy
- The National In-Choir – doprovodné vokály v „The Turning“